# Myriopteris scariosa
Myriopteris scariosa är en kantbräkenväxtart som först beskrevs av Olof Peter Swartz, och fick sitt nu gällande namn av Fée. Myriopteris scariosa ingår i släktet Myriopteris och familjen Pteridaceae. Inga underarter finns listade.